# 액티브스테이트
액티브스테이트 소프트웨어(ActiveState Software Inc.)는 브리티시컬럼비아주 밴쿠버에 본사를 둔 캐나다의 소프트웨어 기업이다. 펄, PHP, 파이썬, 루비, Tcl 등 동적 언어들을 대상으로 크로스플랫폼 개발 도구의 개발, 판매, 지원을 수행하며 언어 배포판 및 기업 서비스도 아우른다.
액티브스테이트는 액티브스테이트 회사 직원들, 그리고 브리티시컬럼비아주의 기술의료부문에 집중하는 투자사 펜더 파이낸셜 그룹(Pender Financial Group)이 소유하고 있다.